# Velocidade de perda
Velocidade de perda é aquela em que uma aeronave deixa de ter sustentação nas asas. A entrada na velocidade de perda tem a ver com a incidência aerodinâmica e não apenas com a velocidade no ar da aeronave. Um avião a grande velocidade pode também entrar em perda. Na prática ar deixa de passar por cima do extradorso deixando de haver sustentação e perdendo altitude.